# Phaulotettix eurycercus
Phaulotettix eurycercus är en insektsart som beskrevs av Morgan Hebard 1918. Phaulotettix eurycercus ingår i släktet Phaulotettix och familjen gräshoppor. Inga underarter finns listade i Catalogue of Life.